# Loxocorniculum sculptoides
Loxocorniculum sculptoides is een mosselkreeftjessoort uit de familie van de Loxoconchidae. De wetenschappelijke naam van de soort is voor het eerst geldig gepubliceerd in 1967 door Swain.